# Alexander Staveley Hill
Pour les articles homonymes, voir Staveley.
Alexander Staveley Hill né le 21 mai 1825 à Wolverhampton et mort le 25 juin 1905 dans cette même ville est un homme politique britannique.

## Biographie
Fils unique du banquier Henry Hill (1789–1872) et de son épouse Anne Staveley, il fait ses études à la King Edward's School de Birmingham avec Brooke Westcott et Joseph Lightfoot, puis au Exeter College (Oxford).
En 1864, il épouse Katherine Crumpston Florence Ponsonby qui meurt quatre ans plus tard mais avec qui il a un fils unique Henry Staveley-Hill. En 1876, il se remarie avec Mary Frances Baird (qui meurt en 1897).
Depuis 1851 il est avocat. Il exerce d'abord à Oxford. Il se spécialise en droit constitutionnel. Il est élu à la Chambre des Communes à partir de 1868 pour Coventry.
Il est un conservateur très strict, s'opposant au libre-échange ou à toute législation sociale. Après avoir un temps suivi Randolph Churchill, il l'abandonne, le trouvant trop modéré et conciliateur. Il s'illustre lors du débat sur le Criminal Law Amendment Act (1885) en attaquant très rudement W. T. Stead et sa campagne de presse qui a suscité le débat sur l'âge de consentement sexuel.
Cependant, il défend les positions de l'Imperial Federation League dont il mesure l'intérêt lors d'un voyage au Canada. Il publie à cette occasion From Home to Home: Autumn Wanderings in the North West, 1881–1884, illustré par sa seconde femme.

## Source
- (en) C. E. A Bedwell revu par M. C. Curthoys, « Hill, Alexander Staveley (1825–1905) », Oxford Dictionary of National Biography,‎ 2004 (lire en ligne)